# Olympische Sommerspiele 2012/Schwimmen – 50 m Freistil (Frauen)
Der Wettbewerb über 50 Meter Freistil der Frauen bei den Olympischen Spielen 2012 in London wurde am 3. und 4. August 2012 im London Aquatics Centre ausgetragen. 73 Athletinnen nahmen daran teil. 
Es fanden zehn Vorläufe statt. Die 16 schnellsten Schwimmerinnen aller Vorläufe qualifizierten sich für die zwei Halbfinals, die am gleichen Tag ausgetragen wurden. Zur Ermittlung des 16. Startplatzes musste ein Ausscheidungsschwimmen zwischen drei zeitgleichen Starterinnen nach den Vorläufen eingeschoben werden. Für das Finale qualifizierten sich die acht zeitschnellsten Schwimmerinnen beider Halbfinals.
Abkürzungen: WR = Weltrekord, OR = olympischer Rekord, NR = nationaler Rekord, PB = persönliche Bestleistung, JWB = Jahresweltbestzeit

## Bestehende Rekorde
| Weltrekord         | Britta Steffen ( Deutschland) | 23,73 s | Rom, Italien                | 2. August 2009  |
| Olympischer Rekord | Britta Steffen ( Deutschland) | 24,06 s | Peking, Volksrepublik China | 17. August 2008 |

## Titelträger
| Olympiasieger     | Britta Steffen ( Deutschland) | 24,06 s | Peking 2008   |
| Weltmeister       | Therese Alshammar ( Schweden) | 24,14 s | Shanghai 2011 |
| Europameister     | Britta Steffen ( Deutschland) | 24,37 s | Debrecen 2012 |
| Deutscher Meister | Britta Steffen                | 24,92 s | Berlin 2012   |

## Vorlauf

### Vorlauf 1
3. August 2012
| Platz | Name              | Nation  | Zeit    | Anmerkung |
| ----- | ----------------- | ------- | ------- | --------- |
| 1     | Nafissatou Adamou | Niger   | 37,29 s |           |
| 2     | Adzo Kpossi       | Togo    | 37,55 s |           |
| 3     | Masempe Theko     | Lesotho | 42,35 s |           |

Adzo Kpossi (* 25. Januar 1999) war mit 13 Jahren die jüngste Teilnehmerin an den Olympischen Spielen in London.

### Vorlauf 2
3. August 2012
| Platz | Name               | Nation                             | Zeit    | Anmerkung |
| ----- | ------------------ | ---------------------------------- | ------- | --------- |
| 1     | Debra Daniel       | Föderierte Staaten von Mikronesien | 30,32 s |           |
| 2     | Angelika Ouedraogo | Burkina Faso                       | 32,19 s |           |
| 3     | Assita Toure       | Elfenbeinküste                     | 33,09 s |           |
| 4     | Elsie Uwamahoro    | Burundi                            | 33,14 s |           |
| 5     | Sara Al-Flaij      | Bahrain                            | 33,81 s |           |
| 6     | Aminata Yacoub     | Republik Kongo                     | 34,64 s |           |
| 7     | Mhasin Fadlalla    | Sudan                              | 35,07 s |           |

### Vorlauf 3
3. August 2012
| Platz | Name                    | Nation              | Zeit    | Anmerkung |
| ----- | ----------------------- | ------------------- | ------- | --------- |
| 1     | Karin O’Reilly Clashing | Antigua und Barbuda | 30,01 s |           |
| 2     | Hem Thon Vitiny         | Kambodscha          | 30,44 s |           |
| 3     | Alphonsine Agahozo      | Ruanda              | 30,72 s |           |
| 4     | Nada Wafa Arakji        | Katar               | 30,89 s |           |
| 5     | Katerina Ismailowa      | Tadschikistan       | 31,27 s |           |
| 6     | Fatoumata Samassékou    | Mali                | 31,88 s |           |
| 7     | Aminath Shajan          | Malediven           | 32,23 s |           |
| 8     | Yanet Gebremedhin       | Äthiopien           | 32,41 s |           |

### Vorlauf 4
3. August 2012
| Platz | Name              | Nation          | Zeit    | Anmerkung |
| ----- | ----------------- | --------------- | ------- | --------- |
| 1     | Joyce Tafatatha   | Malawi          | 27,74 s |           |
| 2     | Judith Meauri     | Papua-Neuguinea | 27,84 s |           |
| 3     | Ann-Marie Hepler  | Marshallinseln  | 28,06 s |           |
| 4     | Keesha Keane      | Palau           | 28,25 s |           |
| 5     | Sabine Hazboun    | Palästina       | 28,28 s |           |
| 6     | Antoinette Guedia | Kamerun         | 29,28 s |           |
| 7     | Celeste Brown     | Cookinseln      | 29,36 s |           |
| 8     | Mariana Henriques | Angola          | 31,36 s |           |

### Vorlauf 5
3. August 2012
| Platz | Name              | Nation    | Zeit    | Anmerkung |
| ----- | ----------------- | --------- | ------- | --------- |
| 1     | Rūta Meilutytė    | Litauen   | 25,55 s | NR        |
| 2     | Gabriela Ņikitina | Lettland  | 26,26 s |           |
| 3     | Chinyere Pigot    | Suriname  | 26,30 s |           |
| 4     | Nicola Muscat     | Malta     | 27,22 s |           |
| 5     | Jessica Vieira    | Mosambik  | 27,39 s |           |
| 6     | Talita Baglah     | Jordanien | 27,45 s |           |
| 7     | Faye Hussain      | Kuwait    | 27,92 s | NR        |
| 8     | Jamila Lunkuse    | Uganda    | 28,44 s |           |

### Vorlauf 6
3. August 2012
| Platz | Name                  | Nation   | Zeit    | Anmerkung |
| ----- | --------------------- | -------- | ------- | --------- |
| 1     | Zhu Qianwei           | China    | 25,54 s |           |
| 2     | Hanna-Maria Seppälä   | Finnland | 25,55 s |           |
| 3     | Erika Ferraioli       | Italien  | 25,69 s |           |
| 4     | Alia Atkinson         | Jamaika  | 25,98 s |           |
| 5     | Miroslava Syllabová   | Slowakei | 26,07 s |           |
| 6     | Farida Osman          | Ägypten  | 26,34 s |           |
| 7     | Miroslava Najdanovski | Serbien  | 26,46 s |           |

Die Ungarin Eszter Dara trat zum Start nicht an.

### Vorlauf 7
3. August 2012
| Platz | Name                | Nation      | Zeit    | Anmerkung |
| ----- | ------------------- | ----------- | ------- | --------- |
| 1     | Sarah Blake Bateman | Island      | 25,28 s |           |
| 2     | Hayley Palmer       | Neuseeland  | 25,47 s |           |
| 3     | Arlene Semeco       | Venezuela   | 25,56 s |           |
| 4     | Vanessa García      | Puerto Rico | 25,58 s |           |
| 5     | Anna Dowgiert       | Polen       | 25,59 s |           |
| 6     | Jolien Sysmans      | Belgien     | 25,60 s |           |
| 7     | Burcu Dolunay       | Türkei      | 25,72 s |           |
| 8     | Trudi Maree         | Südafrika   | 25,78 s |           |

### Vorlauf 8
3. August 2012
| Platz | Name                    | Nation             | Zeit    | Anmerkung |
| ----- | ----------------------- | ------------------ | ------- | --------- |
| 1     | Therese Alshammar       | Schweden           | 24,77 s |           |
| 2     | Bronte Campbell         | Australien         | 24,87 s |           |
| 3     | Cate Campbell           | Australien         | 24,94 s |           |
| 4     | Theodora Drakou         | Griechenland       | 25,13 s |           |
| 5     | Kara Lynn Joyce         | Vereinigte Staaten | 25,28 s |           |
| 6     | Nery Mantey Niangkouara | Griechenland       | 25,40 s |           |
| 7     | Graciele Herrmann       | Brasilien          | 25,44 s |           |
| 8     | Yayoi Matsumoto         | Japan              | 25,73 s |           |

Bronte und Cate Campbell sind Geschwister.

### Vorlauf 9
3. August 2012
| Platz | Name                     | Nation         | Zeit    | Anmerkung |
| ----- | ------------------------ | -------------- | ------- | --------- |
| 1     | Francesca Halsall        | Großbritannien | 24,61 s |           |
| 2     | Britta Steffen           | Deutschland    | 24,70 s |           |
| 3     | Aljaksandra Herassimenja | Belarus        | 24,76 s |           |
| 4     | Sarah Sjöström           | Schweden       | 24,94 s |           |
| 5     | Victoria Poon            | Kanada         | 25,15 s |           |
| 6     | Anna Santamans           | Frankreich     | 25,23 s |           |
| 7     | Amy Smith                | Großbritannien | 25,28 s |           |
| 8     | Pernille Blume           | Dänemark       | 25,54 s |           |

### Vorlauf 10
3. August 2012
| Platz | Name                       | Nation             | Zeit    | Anmerkung |
| ----- | -------------------------- | ------------------ | ------- | --------- |
| 1     | Ranomi Kromowidjojo        | Niederlande        | 24,51 s |           |
| 2     | Marleen Veldhuis           | Niederlande        | 24,57 s |           |
| 3     | Jeanette Ottesen Gray      | Dänemark           | 24,85 s |           |
| 3     | Arianna Vanderpool-Wallace | Bahamas            | 24,85 s |           |
| 5     | Jessica Hardy              | Vereinigte Staaten | 24,99 s |           |
| 6     | Triin Aljand               | Estland            | 25,33 s |           |
| 7     | Swjatlana Chachlowa        | Belarus            | 25,36 s |           |
| 8     | Darja Stepanjuk            | Ukraine            | 25,70 s |           |

### Ausscheidungsrennen
3. August 2012
| Platz | Name                | Nation             | Zeit    | Anmerkung |
| ----- | ------------------- | ------------------ | ------- | --------- |
| 1     | Amy Smith           | Großbritannien     | 24,82 s |           |
| 2     | Kara Lynn Joyce     | Vereinigte Staaten | 25,16 s |           |
| 3     | Sarah Blake Bateman | Island             | 26,03 s |           |

Mit 25,23 Sekunden, die für den 16. und letzten Halbfinalplatz qualifizierten, schwammen Bateman (Vorlauf 7), Joyce (Vorlauf 8) und Smith (Vorlauf 9) exakt die gleiche Zeit.

## Halbfinale

### Lauf 1
3. August 2012
| Platz | Name                       | Nation             | Zeit    | Anmerkung |
| ----- | -------------------------- | ------------------ | ------- | --------- |
| 1     | Marleen Veldhuis           | Niederlande        | 24,50 s |           |
| 2     | Britta Steffen             | Deutschland        | 24,57 s |           |
| 3     | Arianna Vanderpool-Wallace | Bahamas            | 24,64 s | NR        |
| 4     | Jessica Hardy              | Vereinigte Staaten | 24,68 s |           |
| 5     | Therese Alshammar          | Schweden           | 24,71 s |           |
| 6     | Amy Smith                  | Großbritannien     | 24,87 s |           |
| 7     | Cate Campbell              | Australien         | 25,01 s |           |
| 8     | Victoria Poon              | Kanada             | 25,17 s |           |

### Lauf 2
3. August 2012
| Platz | Name                     | Nation         | Zeit    | Anmerkung |
| ----- | ------------------------ | -------------- | ------- | --------- |
| 1     | Ranomi Kromowidjojo      | Niederlande    | 24,07 s |           |
| 2     | Aljaksandra Herassimenja | Belarus        | 24,45 s | NR        |
| 3     | Francesca Halsall        | Großbritannien | 24,63 s |           |
| 4     | Bronte Campbell          | Australien     | 24,94 s |           |
| 4     | Anna Santamans           | Frankreich     | 24,94 s |           |
| 6     | Jeanette Ottesen Gray    | Dänemark       | 24,99 s |           |
| 7     | Sarah Sjöström           | Schweden       | 25,08 s |           |
| 8     | Theodora Drakou          | Griechenland   | 25,28 s |           |

## Finale
4. August 2012, 19:30 Uhr MEZ
| Platz | Name                       | Nation             | Zeit    | Anmerkung |
| ----- | -------------------------- | ------------------ | ------- | --------- |
| 1     | Ranomi Kromowidjojo        | Niederlande        | 24,05 s | OR        |
| 2     | Aljaksandra Herassimenja   | Belarus            | 24,28 s | NR        |
| 3     | Marleen Veldhuis           | Niederlande        | 24,39 s |           |
| 4     | Britta Steffen             | Deutschland        | 24,46 s |           |
| 5     | Francesca Halsall          | Großbritannien     | 24,47 s |           |
| 6     | Therese Alshammar          | Schweden           | 24,61 s |           |
| 7     | Jessica Hardy              | Vereinigte Staaten | 24,62 s |           |
| 8     | Arianna Vanderpool-Wallace | Bahamas            | 24,69 s |           |

Aljaksandra Herassimenja, die in diesem Wettbewerb den belarussischen Landesrekord gleich zwei Mal verbessern konnte, sorgte für den ersten Medaillengewinn einer Schwimmerin aus Belarus in dieser Disziplin.

Mit Arianna Vanderpool-Wallace erreichte erstmals ein Teilnehmer von den Bahamas ein olympisches Schwimmfinale.